# Everybody Wants Some!!
Everybody Wants Some!! är en amerikansk komedifilm från 2016, regisserad av Richard Linklater.
Filmen utspelar sig i Texas år 1980. Ett gäng män i tjugoårsåldern spelar baseball för sitt universitetslag. De bor tillsammans i ett hus en bit bort från campus. De dricker öl, röker gräs, raggar på tjejer, och gnabbas med varandra.
Filmkritikern Emma Gray Munthe beskrev filmen som ”ofta rolig – men lite poänglös och stundtals riktigt larvig”. Nina Asarnoj beskrev den som ”ocensurerat grabbig”.

## Rollista (i urval)
- Blake Jenner – Jake
- Tyler Hoechlin – McReynolds
- Ryan Guzman – Roper
- Juston Street – Jay
- Wyatt Russell – Willoughby
- Glen Powell – Finnegan
- Temple Baker – Plummer
- J. Quinton Johnson – Dale